# 馬産地通信
『馬産地通信』（ばさんちつうしん）は、2013年1月13日からグリーンチャンネルで放送されている北海道の競馬・馬事文化・馬産地関連の情報番組である。
2012年12月まで同局で放送されていた『グリーンチャンネル日高支局定期便』の続編で、同様に北海道の日高振興局内に設けられたグリーンチャンネル日高支局を活用し、日高管内エリアで盛んな馬産業に関するトピックスを現地取材で伝える。

## 放送時間
いずれも日本標準時。隔週日曜日に新作を放送する。
- 日曜 22:30 - 23:00
- 月曜 11:30 - 12:00
- 月曜 16:00 - 16:30
- 火曜 16:00 - 16:30
- 水曜 11:30 - 12:00
- 木曜 15:00 - 15:3000
- 金曜 15:30 - 16:00

## 司会
- 古谷剛彦
- 村本浩平

概ね1回ごとに交代で出演。まれに年初など2人揃って出演することもある。
過去
- ミスシンザン - 毎年7月の「浦河馬フェスタ・シンザンフェスティバル」で2名選出される浦河町のミス・コンテスト受賞者。

## 主たるコーナー
- 活躍馬のふるさとを訪ねて - 直近のJRAの重賞、ないしはダート交流重賞に優勝したサラブレッドを中心に、その活躍馬・功労馬が出生した牧場を取材し、生産・育成の苦労などの裏話を披露してもらう。
- トピックス - 競走馬のセリシーズンには、各地で行われる競走馬のセリの模様を詳しく紹介し、特に高額落札を果たした馬や、父母に著名な成績を残した種牡馬・繁殖牝馬を持つ後継馬などについて紹介するほか、2-3月の新種牡馬展示会「スタリオンパレード」、夏-秋にかけてセリでJRA（日本中央競馬会）が法人購入した、いわゆる市場取引馬（JRA育成馬）の近況、その他北海道を中心とした馬産地でのイベント（例として、浦河競馬祭、全国装蹄競技大会=北海道地区コンクール・全国コンクール、ジョッキーベイビーズ北海道地区大会、当歳馬=その年に生まれたサラブレッドの品評会など）のレポートを送る。
- 不定期ではあるが、東北地方、千葉県、九州の馬産地を取材した特集も放送されることもある。
- 年始の放送では、前後編の2回（1回のみの時もあった）に分けて、前年度の馬産地の重大ニュースと題した総集編も放送されている。

## 特別番組
当番組では2017年より年1本ずつのペースで、通常版とは別の時間帯に、北海道以外の国内外の馬産地の最新情報を扱った特別番組が放送されている。
- 2017年（サマープログラムとして）　「九州・東北の馬産地」（司会・古谷、村本）[1]
- 2018年（水曜馬スペ!として）「ブリーズアップ!日高・宮崎の育成馬」
- 2018年（同上）「韓国の馬産地」（司会・古谷）[2]
- 2019年（同上）「アルゼンチンの馬産地」（司会・村本）[3]
- 2020年（同上）「アルゼンチンの競馬場」（司会・村本）